# Unbreakable (álbum de Dead or Alive)
Unbreakable: The Fragile Remixes (o también conocido simplemente como Unbreakable) es un álbum lanzado por la banda británica Dead or Alive en 2001 que sirvió como pieza complementaria a su álbum de 2000  Fragile. Unbreakable contiene diez temas que son remixes de canciones de Fragile (algunas de las cuales ya eran remakes de canciones anteriores de Dead or Alive que han sido lanzadas en sus últimos álbumes). Este disco sólo ha sido lanzado en Japón por Avex Trax. El álbum siguió siendo un exclusivo en este territorio hasta el lanzamiento mundial de la caja de compilación "Sophisticated Boom Box MMXVI", el cual fue establecido en 2016.
Desde marzo hasta abril del 2017, empezó a venderse el álbum nuevamente pero en formato de disco de vinilo en América y Europa junto a una nueva portada como la nueva portada que se hizo para el relanzamiento del álbum  Fragile en el boxset "Sophisticated Boom Box MMXVI".

## Lista de canciones del álbum
CD Original 2001

| N.º | Título                                              | Escritor(es) | Duración |  |
| 1.  | «Turn Around & Count 2 Ten (Y&Co. "B" Mix)»         |              | 7:54     |  |
| 2.  | «You Spin Me Round (Like a Record) (Zi Zone Mix)»   |              | 4:36     |  |
| 3.  | «My Heart Goes Bang (Love Machine Remix)»           |              | 5:06     |  |
| 4.  | «Something in My House (Deadend of Eurasia Mix)»    |              | 5:43     |  |
| 5.  | «Hit and Run Lover (Ventura Mix)»                   |              | 5:01     |  |
| 6.  | «Isn't It a Pity? (Bustard Remix)»                  |              | 5:15     |  |
| 7.  | «I Paralyze (B4 ZA BEAT Remix)»                     |              | 6:35     |  |
| 8.  | «Blue Christmas (P.K.G. Remix)»                     |              | 4:33     |  |
| 9.  | «Lover, Come Back to Me (Earthquake Mix)»           |              | 9:31     |  |
| 10. | «Just What I Always Wanted (R.M. Hyper Techno Mix)» |              | 4:48     |  |

Edición LP 2001

| LP 1 (Lado A) |                                             |              |          |  |
| N.º           | Título                                      | Escritor(es) | Duración |  |
| 1.            | «Turn Around & Count 2 Ten (Y&Co. "B" Mix)» |              | 7:54     |  |
| 2.            | «My Heart Goes Bang (Love Machine Remix)»   |              | 5:06     |  |
| 3.            | «Hit and Run Lover (Ventura)»               |              | 4:58     |  |

| LP 1 (Lado B) |                                                   |              |          |  |
| N.º           | Título                                            | Escritor(es) | Duración |  |
| 1.            | «You Spin Me Round (Like a Record) (Zi Zone Mix)» |              | 4:36     |  |
| 2.            | «Something in My House (Deadend of Eurasia Mix)»  |              | 5:43     |  |

| LP 2 (Lado A) |                                          |              |          |  |
| N.º           | Título                                   | Escritor(es) | Duración |  |
| 1.            | «Lover Come Back To Me (Earthquake Mix)» |              | 9:30     |  |
| 2.            | «Isn't It A Pity (Bustard Remix)»        |              | 5:14     |  |

| LP 2 (Lado B) |                                                     |              |          |  |
| N.º           | Título                                              | Escritor(es) | Duración |  |
| 1.            | «Just What I Always Wanted (R.M. Hyper Techno Mix)» |              | 4:47     |  |
| 2.            | «Blue Christmas (P.K.G. Remix)»                     |              | 4:31     |  |
| 3.            | «I Paralyze (B4 Za Beat Remix)»                     |              | 6:34     |  |

- Datos: Q4004512